# Grace Amponsah-Ababio
Pour les articles homonymes, voir Amponsah.
Grace Amponsah-Ababio (née le 22 décembre 1941) est une dentiste ghanéenne et une diplomate à la retraite,.  

## Éducation
Grace a fait ses études secondaires de 1955 à 1959 au Wesley Girls' Senior High School, à Cape Coast, au Ghana. De 1961 à 1962. Elle a étudié à l'Université technique nationale d'Ukraine "KPI" en Union soviétique. De 1962 à 1966, elle a étudié à l'Université nationale de médecine d'Odessa en Union soviétique. En tant que dentiste, elle s'est spécialisée en stomatologie. 

## Carrière médicale
De 1967 à 1969, elle a été house officer à l'hôpital universitaire Komo Anokye de Kumasi. De 1972 à 1974, elle a été dentiste principale à l'hôpital universitaire Korle-Bu. De 1974 à 1978, elle a été chirurgienne dentaire de premier plan à la polyclinique municipale du district Ussher Fort à Accra. De janvier 1979 à septembre 2001, elle a dirigé son cabinet dentaire privé. De 1989 à 2001, elle a été l'une des initiatrices de la «Mobile Dental Clinic» et de la «Social Dental Outreach» avec les services dentaires pour les communautés dans le besoin au Ghana.  

## Carrière politique
De septembre 2001 au 5 septembre 2004, elle a été ambassadrice à La Haye (Pays-Bas) et a été accréditée par l'Organisation pour l'interdiction des armes chimiques. Elle succède à Eunice Brookman-Amissah et elle est remplacée par Joe Tony Aidoo.